# Зала слави чеського хокею

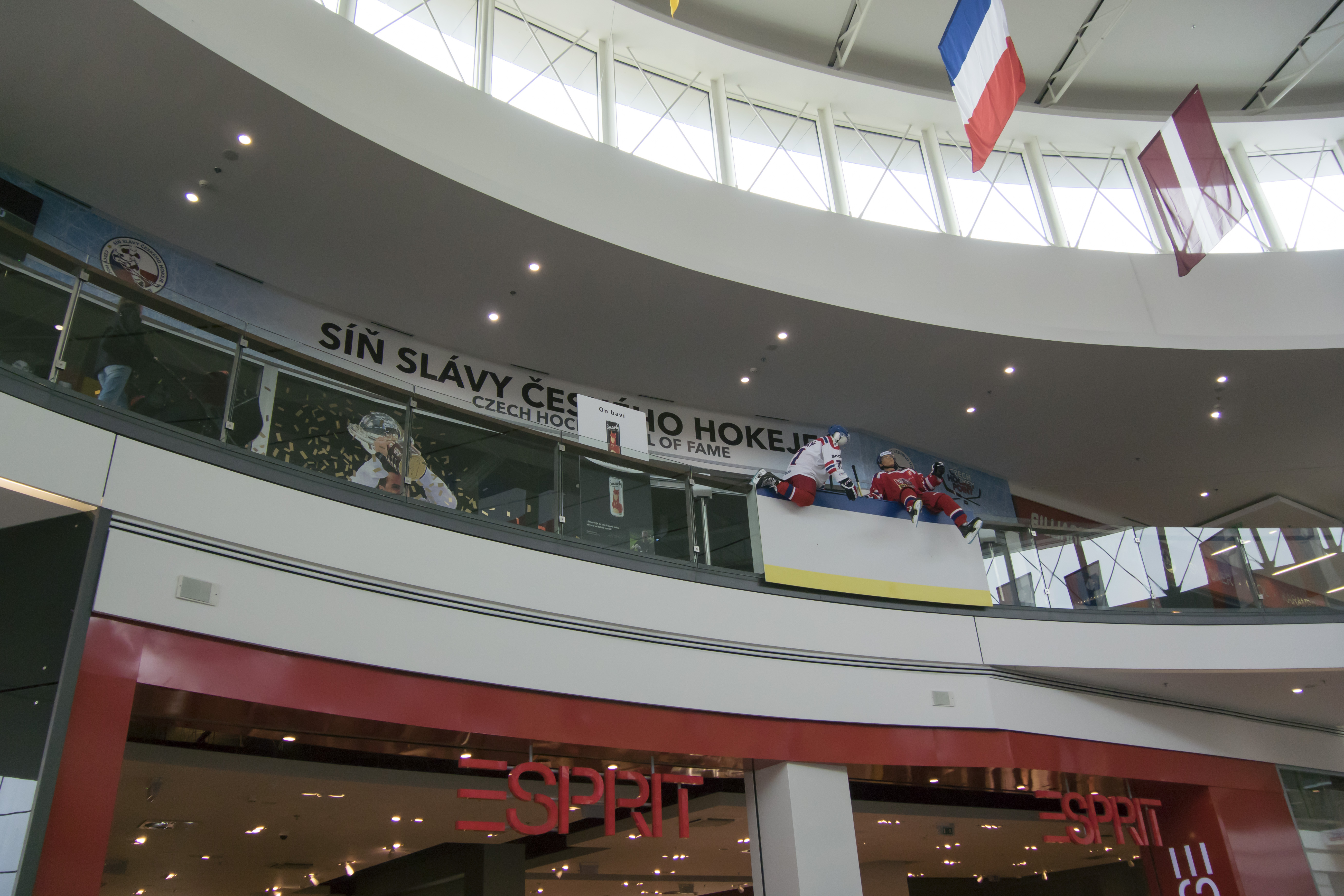
Головний вхід до Залу слави

До зали слави чеського хокею обирають осіб, які зробили значний внесок у розвиток та успіхи хокею в Богемії, Чехословаччині і Чехії. Зала слави знаходиться на першому поверху  гелереї Harfa, поряд з хокейною ареною (на станції метро Českomoravská). 4 листопада 2008 року, під час св'яткування 100-річчя чеського хокею, був обраний перший склад групою спортивних експертів на чолі з Карелом Гутом. Кожен з обраних отримав ювілейні медалі, почесні грамоти і привітальні листи від прем'єр-міністра Чехії Мірека Тополанека. 
Потім Домінік Гашек ініціював створення чітких критеріїв обрання, їх підтримала Чеська хокейна федерація. Станом на 22-ге січня 2019 року до зали слави обрано 134 особи .

## 2008
1908 - 1945
- Йозеф Малечек  [Архівовано 6 травня 2019 у Wayback Machine.]
- Ян Пека  [Архівовано 21 січня 2019 у Wayback Machine.]
- Йозеф Шроубек[en]  [Архівовано 6 травня 2019 у Wayback Machine.]
- Ладислав Трояк  [Архівовано 6 травня 2019 у Wayback Machine.]
- Їржі Тожичка (тренер)  [Архівовано 6 травня 2019 у Wayback Machine.]

1946 - 1969
- Владімір Боузек (гравець, тренер)  [Архівовано 19 грудня 2018 у Wayback Machine.]
- Августин Бубник  [Архівовано 6 травня 2019 у Wayback Machine.]
- Властимил Бубник  [Архівовано 6 травня 2019 у Wayback Machine.]
- Майк Бакна  [Архівовано 3 листопада 2019 у Wayback Machine.]
- Йозеф Черний  [Архівовано 31 травня 2019 у Wayback Machine.]
- Карел Гут (гравець, тренер)  [Архівовано 4 травня 2019 у Wayback Machine.]
- Станіслав Конопасек  [Архівовано 6 травня 2019 у Wayback Machine.]
- Богуміл Модрий  [Архівовано 17 листопада 2016 у Wayback Machine.]
- Вацлав Розіняк  [Архівовано 6 травня 2019 у Wayback Machine.]
- Мирослав Шубрт[en] (функціонер)  [Архівовано 6 травня 2019 у Wayback Machine.]
- Владімір Забродський  [Архівовано 19 грудня 2018 у Wayback Machine.]

1970-1992
- Зденек Андршт[cs] (функціонер)  [Архівовано 6 травня 2019 у Wayback Machine.]
- Їржі Голечек  [Архівовано 4 травня 2019 у Wayback Machine.]
- Їржі Голик  [Архівовано 15 червня 2019 у Wayback Machine.]
- Владімір Костка (тренер, функціонер)  [Архівовано 15 червня 2019 у Wayback Machine.]
- Олдржих Махач  [Архівовано 6 травня 2019 у Wayback Machine.]
- Владімір Мартінець  [Архівовано 15 червня 2019 у Wayback Machine.]
- Вацлав Недоманський  [Архівовано 4 травня 2019 у Wayback Machine.]
- Мілан Новий  [Архівовано 6 травня 2019 у Wayback Machine.]
- Ярослав Пітнер  [Архівовано 21 вересня 2019 у Wayback Machine.]
- Франтішек Поспішил  [Архівовано 31 травня 2019 у Wayback Machine.]
- Владімір Ружичка  [Архівовано 15 червня 2019 у Wayback Machine.]
- Ян Сухий  [Архівовано 9 травня 2019 у Wayback Machine.]

1993-2008
- Йозеф Аугуста (гравець, тренер)  [Архівовано 6 травня 2019 у Wayback Machine.]
- Людек Букач (тренер)  [Архівовано 7 травня 2019 у Wayback Machine.]
- Їржі Допіта  [Архівовано 29 січня 2019 у Wayback Machine.]
- Домінік Гашек  [Архівовано 6 травня 2019 у Wayback Machine.]
- Іван Глінка (гравець, тренер)  [Архівовано 6 травня 2019 у Wayback Machine.]
- Яромір Ягр  [Архівовано 15 червня 2019 у Wayback Machine.]
- Франтішек Каберле (син)  [Архівовано 7 травня 2019 у Wayback Machine.]
- Станіслав Невеселий (тренер)  [Архівовано 31 травня 2019 у Wayback Machine.]
- Павел Патера  [Архівовано 26 квітня 2019 у Wayback Machine.]
- Мартін Прохазка  [Архівовано 6 травня 2019 у Wayback Machine.]
- Роберт Райхель  [Архівовано 6 травня 2019 у Wayback Machine.]
- Мартін Страка  [Архівовано 15 червня 2019 у Wayback Machine.]
- Давид Виборний  [Архівовано 6 травня 2019 у Wayback Machine.]

## 2009
17 квітня були обрані:
- Рудольф Батя (спортивний арбітр)  [Архівовано 7 травня 2019 у Wayback Machine.]
- Ярослав Голик  [Архівовано 6 травня 2019 у Wayback Machine.]
- Владімір Кобранов  [Архівовано 19 грудня 2018 у Wayback Machine.]
- Ярослав Поузар  [Архівовано 6 травня 2019 у Wayback Machine.]
- Франтішек Ванек  [Архівовано 6 травня 2019 у Wayback Machine.]

## 2010
6 травня були обрані:
- Станіслав Бацилек[en]  [Архівовано 20 липня 2019 у Wayback Machine.]
- Їржі Бубла  [Архівовано 15 червня 2019 у Wayback Machine.]
- Яромир Цитта (функціонер)  [Архівовано 6 травня 2019 у Wayback Machine.]
- Франтішек Черник  [Архівовано 20 травня 2019 у Wayback Machine.]
- Броніслав Данда  [Архівовано 6 травня 2019 у Wayback Machine.]
- Ярослав Дробний  [Архівовано 6 травня 2019 у Wayback Machine.]
- Мирослав Дворжак  [Архівовано 6 травня 2019 у Wayback Machine.]
- Владімір Дзурілла  [Архівовано 4 травня 2019 у Wayback Machine.]
- Богуслав Еберманн  [Архівовано 23 листопада 2018 у Wayback Machine.]
- Ріхард Фарда  [Архівовано 30 травня 2019 у Wayback Machine.]
- Йозеф Голонка  [Архівовано 6 травня 2019 у Wayback Machine.]
- Йозеф Грюсс[en] (гравець, лікар, функціонер)  [Архівовано 22 квітня 2019 у Wayback Machine.]
- Йозеф Хорешовський  [Архівовано 15 червня 2019 у Wayback Machine.]
- Ладислав Горський[en] (тренер)  [Архівовано 6 травня 2019 у Wayback Machine.]
- Милослав Горжава  [Архівовано 14 квітня 2019 у Wayback Machine.]
- Їржі Грдіна  [Архівовано 6 травня 2019 у Wayback Machine.]
- Карел Громадка  [Архівовано 20 липня 2019 у Wayback Machine.]
- Мілан Халупа  [Архівовано 12 травня 2019 у Wayback Machine.]
- Милослав Хароузд[en]  [Архівовано 16 червня 2019 у Wayback Machine.]
- Ярослав Їрковський  [Архівовано 7 травня 2019 у Wayback Machine.]
- Ярослав Їржик  [Архівовано 3 травня 2019 у Wayback Machine.]
- Франтішек Каберле (батько)  [Архівовано 6 травня 2019 у Wayback Machine.]
- Мілан Кайкл  [Архівовано 6 травня 2019 у Wayback Machine.]
- Ян Каспер  [Архівовано 21 вересня 2019 у Wayback Machine.]
- Ян Клапач  [Архівовано 14 листопада 2018 у Wayback Machine.]
- Їржі Кохта  [Архівовано 15 травня 2019 у Wayback Machine.]
- Їржі Кралик  [Архівовано 14 травня 2019 у Wayback Machine.]
- Олдржих Кучера[en]  [Архівовано 6 травня 2019 у Wayback Machine.]
- Їржі Лала  [Архівовано 30 травня 2019 у Wayback Machine.]
- Йозеф Лауфер (спортивний редактор, коментатор)  [Архівовано 6 травня 2019 у Wayback Machine.]
- Вінцент Лукач  [Архівовано 6 травня 2019 у Wayback Machine.]
- Йозеф Міколаш[en]  [Архівовано 6 травня 2019 у Wayback Machine.]
- Владімір Надрхал  [Архівовано 6 травня 2019 у Wayback Machine.]
- Едуард Новак  [Архівовано 6 травня 2019 у Wayback Machine.]
- Їржі Новак  [Архівовано 6 травня 2019 у Wayback Machine.]
- Франтішек Пацальт[cs]  [Архівовано 6 травня 2019 у Wayback Machine.]
- Ян Палуш  [Архівовано 20 січня 2019 у Wayback Machine.]
- Вацлав Пантучек  [Архівовано 6 травня 2019 у Wayback Machine.]
- Милослав Покорний  [Архівовано 20 грудня 2018 у Wayback Machine.]
- Рудольф Потш  [Архівовано 6 травня 2019 у Wayback Machine.]
- Еміль Прохазка (функціонер)  [Архівовано 6 травня 2019 у Wayback Machine.]
- Ярослав Пушбауер  [Архівовано 6 травня 2019 у Wayback Machine.]
- Павел Ріхтер  [Архівовано 16 червня 2019 у Wayback Machine.]
- Ярослав Ржезач[en] (гравець, функціонер)  [Архівовано 6 травня 2019 у Wayback Machine.]
- Ян Старший  [Архівовано 15 червня 2019 у Wayback Machine.]
- Карел Стібор  [Архівовано 10 липня 2016 у Wayback Machine.]
- Їржі Шейба  [Архівовано 6 травня 2019 у Wayback Machine.]
- Богуслав Штястний  [Архівовано 6 травня 2019 у Wayback Machine.]
- Маріан Штястний  [Архівовано 17 травня 2019 у Wayback Machine.]
- Петер Штястний  [Архівовано 6 травня 2019 у Wayback Machine.]
- Вілібальд Штовік  [Архівовано 17 листопада 2016 у Wayback Machine.]
- Франтішек Тікал  [Архівовано 6 травня 2019 у Wayback Machine.]
- Йозеф Троусілек  [Архівовано 6 травня 2019 у Wayback Machine.]
- Отакар Віндиш[en]  [Архівовано 27 січня 2019 у Wayback Machine.]
- Мирослав Влах  [Архівовано 21 вересня 2019 у Wayback Machine.]

## 2011—2019
15 грудня 2011
- Мирослав Клуц[en]  [Архівовано 6 серпня 2019 у Wayback Machine.]
- Властиміл Сикора (тренер)  [Архівовано 6 травня 2019 у Wayback Machine.]
- Ян Марек  [Архівовано 16 червня 2019 у Wayback Machine.]
- Карел Рахнек  [Архівовано 7 травня 2019 у Wayback Machine.]
- Йозеф Васичек  [Архівовано 14 квітня 2019 у Wayback Machine.]

7 листопада 2012
- Франтішек Кучера  [Архівовано 11 травня 2019 у Wayback Machine.]
- Антонін Став'яна  [Архівовано 6 травня 2019 у Wayback Machine.]
- Франтішек Вацовський  [Архівовано 19 грудня 2018 у Wayback Machine.]
- Павло Воль[de] (тренер)  [Архівовано 6 травня 2019 у Wayback Machine.]

19 грудня 2013
- Богуміл Прошек  [Архівовано 21 вересня 2019 у Wayback Machine.]
- Арнольд Кадлець  [Архівовано 6 травня 2019 у Wayback Machine.]
- Бедржих Щербан  [Архівовано 25 квітня 2019 у Wayback Machine.]
- Йозеф Доваліл (педагог, функціонер)  [Архівовано 6 травня 2019 у Wayback Machine.]

18 грудня 2014
- Ян Гавел [3]  [Архівовано 6 травня 2019 у Wayback Machine.]
- Франтішек Шевчик  [Архівовано 6 травня 2019 у Wayback Machine.]
- Ладислав Шмід  [Архівовано 21 вересня 2019 у Wayback Machine.]
- Людек Брабнік (тренер, журналіст, телевізійний коментатор)  [Архівовано 6 травня 2019 у Wayback Machine.]

17 грудня 2015
- Ян Грбатий [4],  [Архівовано 30 травня 2019 у Wayback Machine.]
- Їржі Кучера  [Архівовано 14 квітня 2019 у Wayback Machine.]
- Роберт Ланг  [Архівовано 7 травня 2019 у Wayback Machine.]
- Павел Кржижек  [Архівовано 15 червня 2019 у Wayback Machine.]

3 листопада 2016
- Гвідо Адамець (суддя)
- Владімір Беднарж
- Йозеф Палечек
- Ярослав Шпачек[5]

13 грудня 2017
- Ярослав Бенак
- Людек Чайка
- Станіслав Прил
- Отто Трефний (спортивний лікар)[6]

22 січня 2019
- Роман Гамрлик [2]
- Мартін Ручинський [2]
- Олдржих Валєк [2]
- Зденек Угер (тренер) [2]